# Philippe du Puy de Clinchamps
Pour les articles homonymes, voir Du Puy et PPC.
Philippe du Puy de Clinchamps, né le 2 janvier 1913 à Nice et mort le 3 mars 1971 à Nancy, est un auteur d'ouvrages sur la noblesse dont certains sont encore réédités de nos jours, mais aussi un romancier et un journaliste français. Il est également connu sous les noms de plume de Franz-Rudolf Falk, Philippe de Clinchamps, Philippe Géry, P.P.C., Antoine Bouch, Charondas.

## Biographie
Philippe du Puy de Clinchamps entre à L'Aurore comme reporter, puis dirige à partir de 1951 la revue L’Intermédiaire des chercheurs et curieux (ICC), fondée en 1864 par Charles Read, et dont il contribue à relancer une nouvelle série. 
En 1954, il lance la collection des Cahiers nobles, (série tirée à 666 exemplaires et certains à 444 exemplaires seulement), qui rassemble, en trente-sept cahiers et vingt titres, quatorze auteurs de la question nobiliaire. Il y signe sous les pseudonymes d’Antoine Bouch et surtout Charondas. Un des fascicules est consacré par exemple au Jockey Club de Paris, considéré à l'époque et depuis quelques générations comme l'un des clubs les plus aristocratiques de France, et il y analyse le passé nobiliaire, ou pas, des familles des membres de ce club. Il publie en 1957 le Cahier noir, qui répertorie des familles de la bourgeoisie française à particule ou qui portent de faux titres de noblesse, en donnant sur chaque famille un petit résumé généalogique de son histoire.
Il est l'auteur de plusieurs ouvrages, notamment des recueils de la collection Que sais-je ?, autour des thèmes de la noblesse et de la chevalerie. Il laisse transparaître à travers son œuvre des penchants favorables à l'orléanisme. C'est ainsi qu'il désigne les membres de la famille d'Orléans, prétendants au trône de France, par leurs prénom et numéro de souverain théorique, à partir de 1883, date de la mort de Henri V, et non par leur nom patronymique. 
Par ailleurs, il est directeur, dès l'après-guerre, de la collection de littérature policière « La Mauvaise Chance » des éditions Athéné/Portulan. Il utilise là encore différents pseudonymes. Il fait ainsi paraître, sous le pseudonyme de Franz-Rudolph Falk présenté comme un écrivain allemand, cinq romans policiers prétendument traduits en français par Philippe Géry. Sous ce dernier pseudonyme, il est l'auteur d'un roman d'espionnage. Le Dictionnaire des littératures policières qualifie « ces romans d'un grand lyrisme (qui) détonnent au sein de la production d'après-guerre. Leurs étranges tonalités en font des œuvres singulières dans notre littérature policière ».
Il meurt en 1971, dans un accident de voiture en Lorraine.
Son fils, Patrice du Puy de Clinchamps (né en 1945) est aussi journaliste et écrivain. En septembre 2004, il a lancé la maison d'édition Patrice du Puy-Éditeur, qui a pris la suite de ICC-Éditions dont l’activité éditoriale, depuis 1954, était liée à la revue L'Intermédiaire des chercheurs et curieux.

## Œuvres sur la noblesse, la fausse noblesse et autres sujets sociétaux liés
- Cahiers nobles, années 1950.
- Un juge d'armes au Jockey-club, 1954. Cet ouvrage classe les familles de ce club en fonction de leur origine sociale (réédité en 2000)
- Le Cahier noir, 1957. Cet ouvrage traite de familles françaises non nobles mais arborant des titres de noblesse (réédité en 2015)
- La Noblesse, PUF, collection Que sais-je ? (no 830), 1959. Cet ouvrage traite de la noblesse française (réédité en 1996)
- La Chevalerie, PUF, 1961 (épuisé).
- Les Grandes Dynasties, PUF, collection Que sais-je ? (no 1178), 1965 (épuisé).
- Le Snobisme, PUF, 1966 (épuisé).
- À quel titre ?, Les Cahiers nobles, 1970. Cet ouvrage traite de la régularité ou non des titres de noblesse portés par des familles françaises
- Le Royalisme, PUF, 1981 (épuisé).

## Œuvres policières

### Signées Franz-Rudolph Falk
- On a tué pendant l'escale, Éditions Athéné, coll. « Mauvaise chance » no 2 (1945)
- L'homme m'a raconté..., Éditions Portulan, coll. « Mauvaise chance » no 9 (1946)
- Nous, les assassins, Éditions Portulan, coll. « Mauvaise chance » no 18 (1947)
- Les corbeaux croassent sur la ville, Éditions Portulan, coll. « Mauvaise chance » no 25 (1947)
- Les Pendus de peu d'importance, Éditions Portulan, coll. « Mauvaise chance » no 32 (1948)

### Signée Philippe Géry
- Un prince d'autrefois, Éditions Gerfaut (1958)

## Filmographie
- 1986 : Le Paltoquet, film réalisé par Michel Deville d'après le roman On a tué pendant l'escale.